# Montalba-le-Château
Montalba-le-Château – miejscowość i gmina we Francji, w regionie Oksytania, w departamencie Pireneje Wschodnie.
Według danych na rok 1990 gminę zamieszkiwało 111 osób, a gęstość zaludnienia wynosiła 7 osób/km² (wśród 1545 gmin Langwedocji-Roussillon Montalba-le-Château plasuje się na 791. miejscu pod względem liczby ludności, natomiast pod względem powierzchni na miejscu 503.). 

## Zabytki
Zabytki na terenie gminy posiadające status monument historique:
- zamek w Montalba-le-Château (Château de Montalba-le-Château)

## Populacja

Populacja Montalba-le-Château w latach 1962–2008